# Megalopsalis turneri
Megalopsalis turneri är en spindeldjursart som beskrevs av Marples 1944. Megalopsalis turneri ingår i släktet Megalopsalis och familjen Monoscutidae. Inga underarter finns listade i Catalogue of Life.